# Champvans (Jura)
Champvans ist eine französische Gemeinde im Département Jura in der Region Bourgogne-Franche-Comté. Sie gehört zum Arrondissement Dole und zum Kanton Dole-1. Die Bewohner nennen sich Champvannais oder Champvannaises. Die Nachbargemeinden sind Sampans im Norden, Monnières im Nordosten, Dole im Osten, Foucherans im Südosten, Damparis im Süden, Samerey (Département Côte-d’Or) im Südwesten, Saint-Seine-en-Bâche (Département Côte-d’Or) im Westen sowie Flagey-lès-Auxonne (Département Côte-d’Or) im Nordwesten. Die Gemeindegemarkung wird von der Autoroute A 39 durchquert.

## Geschichte
Als sich Frankreich im Zweiten Weltkrieg unter deutscher Besatzung befand, leitete der kommunistische Résistancekämpfer und CGT-Aktivist Henri Valade ab August 1943 die lokalen Francs-tireurs et partisans (FTP) mit der Gruppe FTP-SOE Radio-Patrie. Er führte Sabotageaktionen an der von den Deutschen benutzten Infrastruktur durch und verbreitete die Untergrundzeitung der nicht zu verwechselnden linken Organisation Front national. Nach der Landung der Alliierten wurden seine Widerstandsgruppen in das in Dole beheimatete Bataillon Maurice Pagnon integriert.

## Bevölkerungsentwicklung
| Jahr                       | 1962 | 1968 | 1975 | 1982 | 1990 | 1999 | 2008 | 2017 |
| -------------------------- | ---- | ---- | ---- | ---- | ---- | ---- | ---- | ---- |
| Einwohner                  | 1217 | 1339 | 1368 | 1330 | 1300 | 1362 | 1390 | 1414 |
| Quellen: Cassini und INSEE |      |      |      |      |      |      |      |      |

## Partnergemeinde
Champvans ist seit 1980 mit der baden-württembergischen Gemeinde Hüffenhardt verpartnert.